# Sânger (gmina w okręgu Marusza)
Sânger – gmina w Rumunii, w okręgu Marusza. Obejmuje miejscowości Bârza, Cipaieni, Dalu, Pripoare, Sânger, Vălișoara i Zăpodea. W 2011 roku liczyła 2400 mieszkańców.